# Wang Jang-ming
Wang Jang-ming (čínsky pchin-jinem Wáng Yángmíng, znaky 王陽明; 31. října 1472, okres Jü-jao, provincie Če-ťiang – 9. ledna 1529, Nan-an, provincie Ťiang-si) byl státník a mimořádně vlivný filozof mingské Číny, jeden z předních představitelů neokonfuciánské školy sin-süe („škola mysli“, nebo „učení o srdci“), nejvýznamnější konfucián mezi Ču Sim ve 12. století a mysliteli 20. století.
Wang Jang-ming se vlastním jménem jmenoval Wang Šou-žen, Jang-ming je uctivá přezdívka daná mu jeho žáky. Pocházel z rodiny náležející k džentry od počátků mingského státu. Studoval konfuciánské, taoistické a buddhistické klasiky a vojenství. Roku 1499 složil palácové zkoušky, nejvyšší stupeň úřednických zkoušek. Poté pracoval na ministerstvu prací, ministerstvu trestů, vedl provinční zkoušky v provincii Šan-tung. Roku 1505 vystoupil na podporu úředníků potrestaných za protesty proti dominanci kliky eunuchů a úředníků kolem Liou Ťina, byl uvězněn a po propuštění vyslán do provincie Kuej-čou jako inspektor poštovní stanice. Po roce 1509 opět postupoval, jeho kariéra vyvrcholila obdržením titulu nankingského ministra vojenství, koncem života byl vrchním velitelem cung-tu v provinciích Kuang-si a Kuang-tung.
Ve filozofii navázal na učení o mysli sungského neokonfuciánce Lu Siang-šana; vymezoval se proti tehdejší ortodoxii následující učení Ču Siho. Svou filozofii postavil kolem pojmu sin (srdce/mysl). Roku 1503 zažil osvícení a uviděl jednotu mysli a principu li, přičemž mysl považoval za z podstaty dobrou, a obsahující princip. K rozvoji neokonfuciánství přispěl zejména ve třech oblastech: redefinicí pojmu ke-wu, „zkoumání věcí“, na „učinit úmysly správnými“, což plynulo z jeho zaměření na zpytování mysli namísto okolního světa při hledání podstaty všech věcí; za druhé doktrínou o jednotě poznání a jednání; za třetí doktrínou o rozšíření vrozeného poznání dobra na všechny věci světa.
Věhlas získal potlačením několika povstání (mezi jinými povstání knížete z Ning roku 1519) za použití jak vojenských, tak politických a sociálních opatření. Po smrti byl kritizován a jeho učení bylo zakázáno. Roku 1567 byl rehabilitován, roku 1584 byla tabulka s jeho jménem umístěna do Konfuciova chrámu.
K jeho předním žákům patřili Čchien Te-chung, Wang Ťi, Wang Ken, Cou Šou-i, Luo Chung-sien a další.

## Jména
Wang Jang-mingovo vlastní jméno bylo Wang Šou-žen (čínsky pchin-jinem Wáng Shǒurén, znaky 王守仁), Jang-ming byla uctivá přezdívka daná mu jeho žáky. Používal též zdvořilostní jméno Po-an (čínsky pchin-jinem Bóān, znaky 伯安). Jeho výjimečné zásluhy byly uznány udělením posmrtného jména Wen-čcheng (čínsky pchin-jinem Wén chéng, znaky 文成).

## Život

### Mládí a studium
Wang Jang-ming se narodil 31. října 1472, pocházel z okresu Jü-jao ve východočínské provincii Če-ťiang. Vzdáleným předkem Wangova rodu byl slavný kaligraf Wang Si-č’ (303–361). Rodina patřila k džentry od vzniku mingského státu, v druhé polovině 14. století jeho předek sloužil v administrativě Chung-wua, prvního mingského císaře. Další generace rodu se vesměs věnovaly spravování rodinných statků, až Wangův praděd studoval na státní univerzitě v Nankingu a byl uznávaným učencem; Wang Jang-mingův otec Wang Chua (1446–1522) pak prošel úřednickými zkouškami s vynikajícím úspěchem, když roku 1481 složil jejich nejvyšší stupeň, palácové zkoušky, jako první v pořadí. Poté nastoupil na akademii Chan-lin a úspěšnou kariéru završil místem kancléře státní univerzity Kuo-c’-ťien v Pekingu (od roku 1502) a následně místem náměstka ministra obřadů taktéž v Pekingu.
Wang Jang-ming žil od roku 1482 s otcem a matkou v Pekingu, a od raného mládí se pohyboval v pekingských učeneckých kruzích, už jako mladík vynikl při skládání poezie a otcovi přátelé mu předvídali skvělou kariéru. Kromě konfuciánských klasiků studoval také taoismus a buddhismus a vojenskou taktiku a strategii, věnoval se i lukostřelbě a jezdectví. Navzdory svému nepevnému zdraví byl schopen rovnocenně soupeřit s mongolskými jízdními lučištníky i čínskými vojáky dislokovanými v okolí Pekingu. Jeho názory na otázky bezpečnosti hranic dosáhly známosti v pekingských vyšších kruzích a i díky povědomí o jeho obeznámenosti s vojenstvím dostal o dvě desetiletí později pověření k likvidaci neklidu v Ťiang-si a okolí. Kombinoval schopnost soustředění se s neutuchající zvědavostí; vyprávělo se o něm, že o svatební noci ho tak zaujala rozmluva s taoistickým knězem, že zapomněl přijít domů k novomanželce. V 90. letech žil střídavě v Če-ťiangu a Pekingu, kde se přátelil s předními pekingskými literáty, včetně dřívějších sedmi mistrů, a pokoušel se projít v úřednických zkouškách. Provinční zkoušky úspěšně absolvoval roku 1492, metropolitní a palácové zkoušky ale složil až na třetí pokus roku 1499, když neuspěl v letech 1493 a 1496. V závěrečných (palácových) zkouškách dosáhl nemalého úspěchu, když mu zkušební komise přisoudila deváté místo z 300 úspěšných kandidátů.

### V nižších úřadech

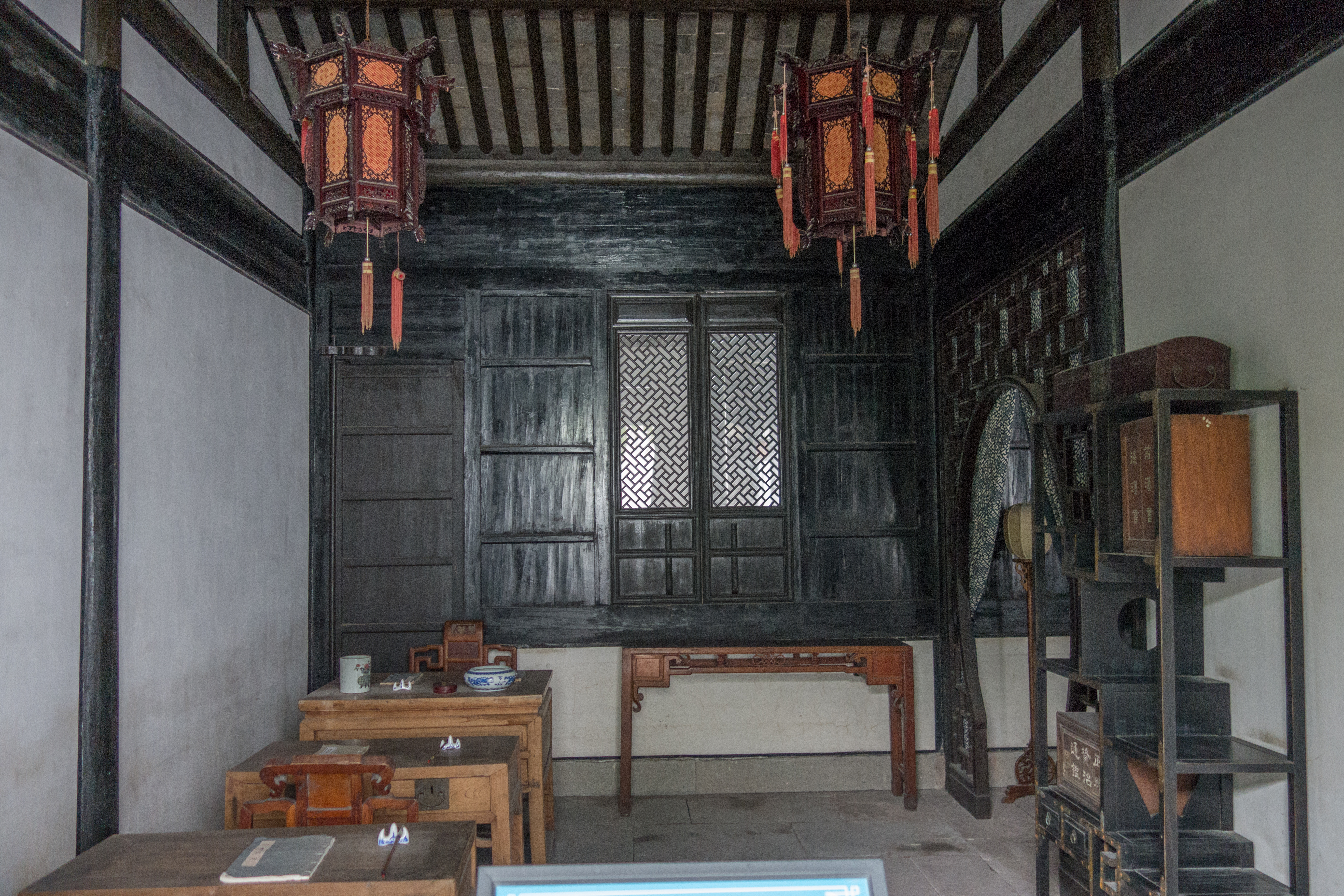
Jeden z pokojů sídla Wang Jang-mingova rodu v Jü-jao

Úřední kariéru zahájil v Pekingu roku 1499 pověřením postavit hrobku generála Wang Jüea (王越, 1425–1497), hraběte z Wej-ning. Poté byl přidělen na stáž na ministerstvo prací, roku 1500 se stal tajemníkem jünnanského odboru ministerstva trestů, současně byl roku 1501 vyslán do jižní metropolitní oblasti (a jejího centra Nankingu, vedlejšího hlavního města mingské říše) k dohledu nad revizí soudních případů. Své úřední povinnosti na jihu plnil s příkladnou svědomitostí, například prasata, která vedení nankingského ministerstva trestů živilo z potravin určených pro vězně, nechal zabít a maso předal strážím a vězňům. Napravil také řadu omylů v soudních kauzách. Po splnění služebních úkolů si našel čas i na návštěvu buddhistických a taoistických klášterů na hoře Ťiou-chua. Do Pekingu se vrátil začátkem léta 1502, pro nemoc se omluvil ze služby a do poloviny roku 1504 zůstal doma v Če-ťiangu. Obrátil se ke hledání dlouhověkosti, studiu taoismu a buddhismu; také sestoupil do jeskyně Jang-ming na hoře S’-ming, v níž praktikoval dechová cvičení; nakonec se však vrátil ke studiu neokonfuciánství.
Roku 1504 se vrátil do Pekingu na ministerstvo trestů, ale brzy byl přeložen na odbor pro jmenování a povyšování důstojníků ministerstva vojenství, současně vedl provinční zkoušky v Šan-tungu. Roku 1505 začal v Pekingu vyučovat svou filozofii, při tom se sblížil s Čan Žuo-šuejem, kompilátorem na akademii Chan-lin, se kterým sdílel filozofické postoje, zejména distanc od těch vzdělanců, kteří mysleli víc na kariéru než na zvnitřnění konfuciánské morálky. Vždy kritizoval učitele soustřeďující se na květnaté řeči a memorování literatury; namísto toho vedl žáky – ještě před zahájením vlastní výuky klasiků – k soustředění se na jejich vlastní motivy pro výuku a následné zpytování svědomí a očištění mysli.
Roku 1506 velcí sekretáři Liou Ťien a Sie Čchien neuspěli v mocenském střetu s „osmi tygry“, eunuchy blízkými novému císaři Čeng-temu (vládl 1505–1521), a byli odvoláni, jakož i jejich spojenci. Wang cítil povinnost postavit se na obranu sesazených a v prosinci 1506 podal císaři memorandum, v němž žádal zrušení jejich odvolání a vytvoření ovzduší důvěry, bez něhož, jak věřil, nelze úspěšně vládnout. Protest mu vynesl měsíční věznění a přeložení na místo vedoucího poštovní stanice Lung-čchang (龍場驛) v jihozápadní Číně.
Na cestě domů a na onu poštovní stanici ve snaze zmást agenty Liou Ťina (nejvlivnějšího z „osmi tygrů“) hodil část svých šatů do řeky Čchien-tchang a uchýlil se na horu Wu-i ve Fu-ťienu. Tamní taoističtí mniši ho však varovali, že i když pro svět zmizí, jeho rodina bude v nebezpečí, a tak se rozhodl vyjít z ústraní a přijmout službu. Poštovní stanice Lung-čchang, na níž byl přeložen, se nalézala téměř 3000 km od Pekingu, v jihočínské provincii Kuej-čou, asi 40 km severozápadně od provinční metropole Kuej-jang. Ležela v tropickém v kraji osídleném nečínským (miaoským) obyvatelstvem, jehož jazyku nerozuměl. Dorazil na ni na jaře 1508. Úřední povinnosti nebyly obtížné, Wang tak měl dost času na meditace v nově postaveném domě a blízké jeskyni. Roku 1508 zde zažil osvícení a pochopil, že cestu k poznání a moudrosti najde uvnitř své vlastní mysli, nikoliv ve studiu vnějšího světa. Získal si důvěru místních obyvatel i pozornost úředníků z Kuej-jangu, na jejichž žádost roku 1509 přednášel v (jediné) místní akademii své, již plně zformované, učení o jednotě poznání a jednání (č’-sing che-i). Cílem jeho přednášek byla hlavně změna vztahu studentů ke studiu, aby nestavěli úspěch u zkoušek výše, než vlastní morální zdokonalování.
Roku 1509 byl přeložen na místo okresního správce Lu-lingu v provincii Ťiang-si, kam dorazil v březnu 1510. Setrval zde sedm měsíců, okres se snažil spravovat nikoliv pomocí nařízení a trestů, ale ve spolupráci a prostřednictvím představitelů místní samosprávy, vesnických starších. V září 1510 byl v dalším mocenském zvratu Liou Ťin popraven a osudy mužů postižených za jeho vlády se začaly měnit k lepšímu. Koncem roku 1510 Wang přijel do Pekingu a dozvěděl se, že byl jmenován tajemníkem sečuánského odboru nankingského ministerstva trestů; s pomocí pekingských přátel dosáhl začátkem roku 1511 přeložení do Pekingu na místo tajemníka odboru vyznamenávání ministerstva státní správy. Působil jako zkoušející u metropolitních zkoušek a v létě byl povýšen na zástupce vedoucího odboru jmenování, na jaře 1512 se stal vedoucím odboru hodnocení, obojí na témže ministerstvu. Po devíti měsících, v prosinci 1512, byl povýšen na náměstka nankingského dvorského ministra císařských stájí se sídlem v Čchu-čou severozápadně od Nankingu. Do Čchu-čou dorazil, po delším pobytu doma, až v listopadu 1513. Následujícího roku byl povýšen na nankingského dvorského ministra státních obřadů (agentury podřízené ministerstvu obřadů), funkci převzal po příjezdu do Nankingu v květnu 1514. Zůstal v něm až do jmenování koordinátorem sün-fu pro oblast Nan-kan roku 1516.

### V Ťiang-si a okolí
Pověření koordinátora (a pomocníka vedoucího kontrolního úřadu zleva) obdržel v říjnu 1516. Do funkce ho prosadil ministr vojenství Wang Čchiung, který věděl o jeho znalostech vojenství a věřil mu, ačkoliv se osobně neznali. Ve funkci odpovídal za potlačení banditismu na jihu Ťiang-si a v přilehlých regionech provincií Fu-ťien, Chu-kuang a Kuang-tung. Úkol byl ztížený místní komplikovanou situací, jelikož v regionu žily i nečínské menšiny. Po dvou letech bojů se Wangovi podařilo oblast uklidnit. Projevil přitom jak pochopení pro místní poměry a požadavky obyvatel, tak smysl pro vojenskou taktiku a obratnost při používání síly i při psychologickém působení na nepřátele i spojence. Za odměnu byl povýšen na zástupce vedoucího kontrolního úřadu zprava a jeho synovi byl přiznán menší dědičný titul. Wang žádal o odvolání, pro nemoc a kvůli péči o rodiče, ale ani nadřízení ani ministr vojenství Wang Čchiung jeho žádost nepodpořili. Ministr totiž potřeboval spolehlivého člověka v Ťiang-si vzhledem k očekávaným potížím na severu provincie. Úspěch v Ťiang-si zvedl Wang Jang-mingovu sebedůvěru i reputaci, ale také vyvolal žárlivost některých pekingských státníků.

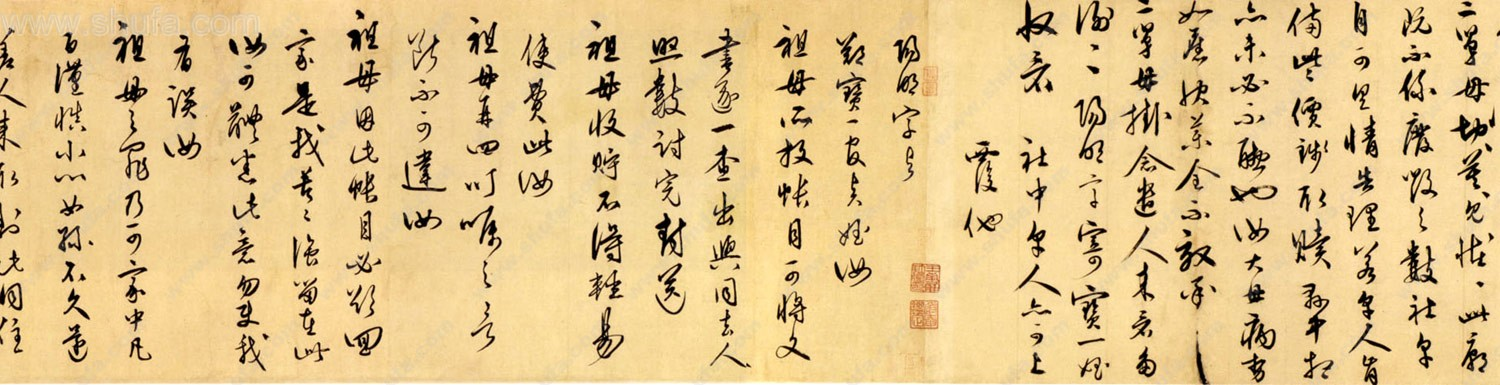
Wang Jang-mingova kaligrafie, ukázka kurzivního písma

Problémy v Ťiang-si vyvrcholily v červenci 1519, kdy vypuklo povstání knížete z Ning s centrem v Nan-čchangu, hlavním městě provincie. Ambiciózní člen císařského rodu Ču Čchen-chao, kníže z Ning, toužil po získání moci, snažil se ovládnout domovskou provincii Ťiang-si, s pomocí příznivců u dvora nabízel svého syna bezdětnému císaři Čeng-temu jako korunního prince. V létě 1519 pekingští příznivci knížete z Ning už nebyli schopni jeho nezákonnosti skrývat před císařem a kníže se z obavy před zatčením 10. července otevřeně vzbouřil. Wang Jang-ming na počátku vzpoury rebelům šťastně unikl a jako nejvýše postavený přeživší úředník provincie organizoval odpor z Ťi-anu na jihu Ťiang-si, shromažďoval armádu a znejisťoval povstalce podsouváním falešných zpráv. Kníže kvůli obavám vzbuzeným Wang Jang-mingovou psychologickou válkou oddaloval zahájení pochodu na Nanking a z Nan-čchangu vyrazil na sever až 27. července. Wang Jang-ming zatím shromáždil oddíly prefektů a okresních správců z velké části Ťiang-si, vytáhl na Nan-čchang a 14. srpna ho snadno obsadil. Navrátivší se armádu rebelů Wang Jang-mingovo vojsko rozdrtilo ve třídenní bitvě na jezeře Pcho-jang severně od Nan-čchangu, kníže v bitvě padl do zajetí.
Po potlačení povstání Wang Jang-ming nějakou dobu v Nan-čchangu uklidňoval situaci, v létě 1520 se vrátil na jih Ťiang-si. V dubnu 1521 zemřel císař Čeng-te a nový císař Ťia-ťing ho povolal do Pekingu. Velký sekretář Jang Tching-che a další politici však Wang Jang-minga v Pekingu nechtěli (protože ve svých zprávách o potlačení povstání připomínal pomoc ministra Wang Čchiunga, je však nezmiňoval) a prostřednictvím kontrolních úředníků přesvědčili panovníka, že tak krátce po smrti předešlého císaře není vhodné pořádat slavnostní akce a rozdávat vyznamenání. Wang proto dostal příkaz cestu do Pekingu přerušit, obdržel formální (nadpočetný) titul nankingského ministra vojenství a svolení k návratu domů k rodině, k níž dorazil v září 1521. Následující rok Wangův otec zemřel a Wang držel tříletý smutek. Pobytem mimo Peking po většinu 20. let se, ke svému štěstí, vyhnul zatažení do sporů o obřady mezi císařem Ťia-ťingem a ministry. Během pobytu doma v letech 1521–1527 rozvinul doktrínu „rozšíření vrozeného poznání“ (č’ liang-č’). Jeho filozofické postoje vzbudily pozornost a zájem, a ve dvacátých letech se ve Wangově domě shromažďovali zájemci o studium ve značných počtech. Bylo jich tolik, že s výukou Wangovi museli pomáhat jeho nejbližší žáci. Dvakrát i vícekrát do roka organizoval shromáždění a veřejné přednášky, kterých se účastnily stovky posluchačů, včetně významných učenců a respektovaných úředníků.

### V Kuang-si
Roku 1525 ministr obřadů Si Šu, Wangův student a patron, navrhoval jeho jmenování velkým sekretářem. Návrh se setkal s odporem stávajících velkých sekretářů, zejména Jang I-čchinga, a ředitele akademie Chan-lin Kueje E, jejichž vliv by s příchodem Wang Jang-minga do Pekingu poklesl. Nicméně Wangovy schopnosti byly v Pekingu uznávány a jeho příznivci opětovně žádali jeho povolání do služby; v červnu 1527 je podpořil i Kuej E a Wang obdržel jmenování vrchním velitelem cung-tu v provinciích Kuang-si a Kuang-tung (a vedoucím kontrolního úřadu zleva) s úkolem potlačení nepokojů rozpoutaných povstalými náčelníky v prefekturách Tchien-čou (田州) a S’-en (思恩).
V Kuang-si byla bezpečnostní situace dlouhodobě špatná, soudobé lidové úsloví říkalo, že „z každých deseti obyvatel Kuang-si jsou tři loajální poddaní a sedm banditů“. V letech 1525–1526 mingská vláda zorganizovala nákladnou vojenskou kampaň, které měla dostat provincii pod kontrolu. Velitelé kampaně v březnu 1527 ohlásili dvoru vítězství, nicméně mír vydržel jen 50 dní, načež povstali místní náčelníci Lu Su a Wang Šou v S’-enu a Tchien-čou. Po příjezdu do Kuang-si koncem roku 1527 Wang zahájil jednání s oběma náčelníky a dosáhl jejich podrobení se bez boje. Poté se rozhodl podřídit mingské vládě i nepokojné jaoské kmeny v sousední prefektuře Liou-čou, některé z nich (v oblasti zvané Osm pevností, Pa-čaj, na pomezí S’-en a Liou-čou) ignorovaly mingskou administrativu už od vzniku mingského státu. Wang přitom poslal domů vojáky z provincie Chu-kuang, které dostal na boj s Luem a Wangem, a tažení podnikl se 70 tisíci mužů Lua a Wanga. Tím výrazně snížil náklady na vojsko. Lioučouské Jaoy porazil a na obsazeném území zavedl řádnou civilní správu na analogických principech jako předtím v Ťiang-si: organizoval místní samosprávu založenou na spolupráci vesnických starších, obecních smlouvách siang-jüe, obnově místních obřadů, podpoře škol a místní domobrany. I podle nepřátel v pekingské vládě měl úplný úspěch a problémy v provincii byly, přinejmenším na nějakou dobu, vyřešeny.
Během jeho pobytu v Kuang-si se roku 1528 v Pekingu proti němu obrátil Kuej E, již jako ministr státní správy, mimo jiné s obviněním, že s pomocí bývalých povstalců chce překročit hranice a zaútočit na Vietnam. Obvinění odmítli Wangovi příznivci, chanlinský akademik Fang Sien-fu, ministr obřadů Chuo Tchao a náměstek ministra obřadů Chuang Wan. Záležitost se stala jedním se střetů, které se rozhořely v pekingské vládě po rozpadu dříve jednotných podporovatelů císaře Ťia-ťinga ve sporu o obřady na konkurující si skupiny. Jang I-čching a Kuej E v této i jiných věcech stáli proti výše zmíněným Wangovým sympatizantům. Přitom obě strany měly pro Wangovy schopnosti jen slova uznání.

### Úmrtí, kritika a ocenění

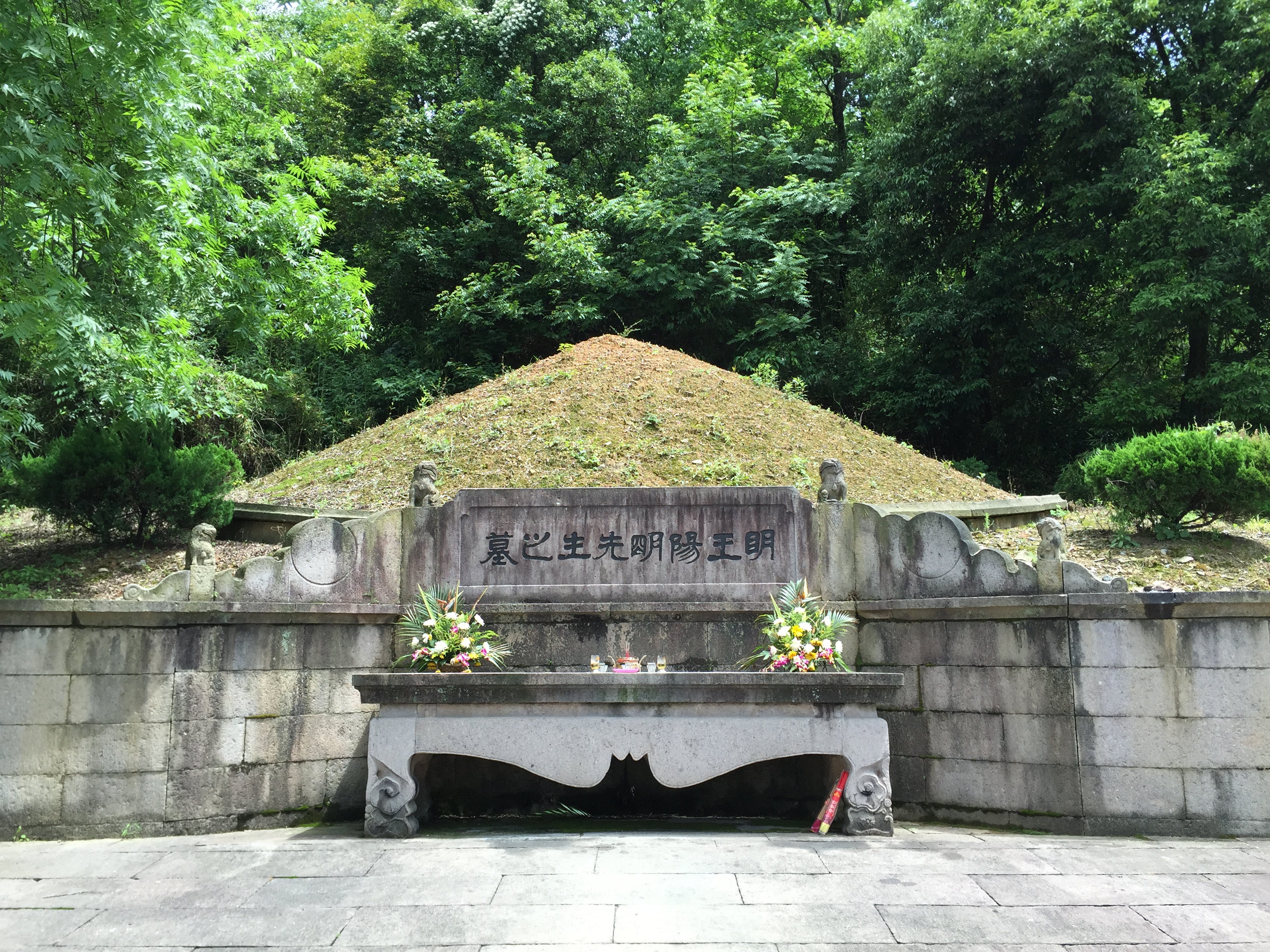
Wang Jang-mingův hrob

Wang Jang-ming se, kvůli svému špatnému zdraví, po uklidnění regionu vydal na cestu domů, přestože neměl svolení císaře. Zemřel na cestě začátkem roku 1529, v Nan-anu v jižním Ťiang-si. Jeho tělo bylo dopraveno domů do Jü-jao. Ve městech, kterými projížděl smuteční průvod, se k uctění jeho památky shromažďovali literáti i prostí lidé ve značném počtu, až davy ucpávaly ulice. Kondolovat rodině přišlo neméně velké množství lidí. Císař Ťia-ťing se však k Wangovi postavil s chladem, jeho odjezd z Kuang-si vnímal jako neposlušnost a pohrdání císařskou autoritou, vliv jeho myšlenek mezi vzdělanci jako politicky nebezpečné hnutí. Na jaře 1529 vydal edikt, v němž Wanga i jeho ideje odsoudil a zbavil ho čestných titulů. V prosinci 1529 pak byl Wang pohřben v Chung-si (洪溪; dnes v obvodu Kche-čchiao prefektury Šao-sing), asi 50 km od centra okresu Jü-jao, za účasti tisíce členů rodiny, přátel a žáků.
Roku 1567 po smrti Ťia-ťinga nastoupil na trůn císař Lung-čching. Jeho vláda rehabilitovala úředníky odsouzené za minulého režimu, včetně Wang Jang-minga. Dostalo se mu oficiálního uznání jeho úspěchů v administrativě i při potlačování povstání a jako čestnou poctu obdržel posmrtné jméno Wen-čcheng a titul markýze ze Sin-ťien (新建侯). Roku 1584 se Wang Jang-mingovi dostalo výjimečné cti, když byla tabulka s jeho jménem umístěna v Konfuciově chrámu v Čchü-fu. V celém mingském období byli takto vyznamenáni pouze čtyři konfuciáni, roku 1571 Süe Süan (1389–1464), a roku 1584 společně s Wangem také o generaci starší Chu Ťü-žen a Čchen Sien-čang.

## Filozofie

### Názory
Svou filozofii postavil kolem pojmu sin (心, srdce/mysl). Roku 1503 zažil osvícení a uviděl jednotu mysli sin a principu/podstaty li, přičemž mysl považoval za z podstaty dobrou, a schránku principu. Navázal na učení o mysli sungského neokonfuciánce Lu Siang-šana; vymezoval se proti tehdejší ortodoxii následující učení Ču Siho. Zájem o pojem srdce/mysl sice projevovali konfuciánští filozofové už od počátku mingské doby, ale u Wang Jang-minga tento trend vyvrcholil. Oproti Ču Simu se méně soustředil na pojem principu li, životní síly čchi a nejvyššího počátku tchaj-ťi, vše viděl jako obsažené v mysli.
Ču Si učil, že svatosti či moudrosti lze dosáhnout „rozšířením (morálního) poznání“ prostřednictvím „zkoumání věcí“ (ke-wu), studiem. Zkoumání věcí Ču Si definoval jako snahu o získání znalostí o vnějším světě. Považoval princip li, vlastní každé věci, za prvotní, přičemž mysl se měla pokoušet ho najít. Wang viděl problém v tom, že ne každý měl čas a prostředky pro studium, což měl za rozporné s Menciovou vírou v to, že každý má šanci na dosažení moudrosti. Problém vyřešil tím, že zdůraznil přítomnost principu li v mysli/srdci člověka a definoval poznání především jako poznání morální, poznání dobra v srdci. Tím se zaměřil na vnitřní učení a sebezdokonalování, učil, že člověku stačí uvědomit si dobro svého srdce/mysli, a očistit ji od nánosů sobectví a touhy. Změnil význam termínu ke-wu, „zkoumání věcí“ na „učinit úmysly správnými“, „napravit věci v mysli“, prostřednictvím jejího očištění. Své pravé – dobré – já podle Wanga poznává člověk skrze meditaci a tím je očišťuje je od sobeckých tužeb; meditace však neslouží k úniku před světem.
| „ | V samém počátku se mysl všech lidí neliší od mysli Světce. Pouze skrze sobectví svého já se izoluje, odděluje se od věcí slepotou touhy po věcech, a velké se pak stává malým, to, co bylo propojeno, se uzavírá. To, že jednotlivý člověk dbá pouze na svou mysl, nakonec vede k tomu, že i svého vlastního otce, syny a bratry považuje za nepřátele. Světec má starost [o všechny lidi], a proto šíří svou lidskost, jež se ztotožňuje s Nebem-Zemí a desetitisícem věcí, aby tak vychovával svět s cílem dosáhnout toho, že lidé překonají své sobectví, odhodí svou zaslepenost a obnoví to, co mají společného – konstituci mysli. | “ |
| — Wang Jang-ming: Čchuan-si-lu [Poznámky k předávání morální praxe] II, in Wang jang-ming čchüan-ti, s. 54. Citováno dle Cheng, s. 504. | |   |

V debatě o prvotnosti poznání před jednáním zastával stanovisko o jejich jednotě. Jednání bylo pro Wanga aktivitou souladnou s poznaným dobrem, to jest člověk se mohl učit moudrosti nejen studiem, ale prostě morálním jednáním, „poznání je počátek jednání a jednání je završením poznání“. Morální poznání, poznání přirozenosti, ztotožnil s morálním jednáním; jednání je pak prohlubováním poznání sebe sama.
| „                                                                                                  | Učit se, vyptávat se, přemýšlet, debatovat, jednat, to vše jsou různé aspekty studia. Studovat bez jednání nelze. Vezměte studium synovské oddanosti: dříve než můžeme říci, že jsme „studovali synovskou oddanost“, musíme na sebe vzít dřinu svých rodičů a být jim zcela k dispozici, zkrátka pěstovat synovské tao na vlastní kůži; jak by se mohlo studium synovské oddanosti omezovat na mluvení o něm do vzduchu? Stejně je tomu se studiem lukostřelby: je třeba popadnout luk, založit k němu šíp a zamířit na terč. (…) V žádné době a na žádném místě se nikdy nic nemohlo nazývat studiem, co by už nepředpokládalo jednání. Začít studovat, už to znamená jednat. | “ |
| — Wang Jang-ming: Čchuan-si-lu II, in Wang jang-ming čchüan-ti, s. 92. Citováno dle Cheng, s. 512. | |   |

Učil, že člověk nepotřebuje zkoumat věci a hledat v nich princip, protože princip je již obsažen v mysli/srdci člověka, mysl v sobě má vrozené poznání (liang-č’) dobra, které si jen potřebuje uvědomit a rozšířit na všechny věci. Vrozené poznání je původní substancí mysli, která dává znalost k rozlišení dobrého a špatného. Její rozšíření a rozvoj je stálým úsilím o očištění mysli od sobectví; jednáním v souladu s vrozeným poznáním dobra se toto poznání prohlubuje a člověk postupuje k mudrctví. Mudrc je pak opravdová osobnost, upřímná k sobě, žijící s souladu se sebou i celým světem. Wang tak Ču Siovu tezi „rozšíření poznání spočívá ve zkoumání věcí (ke-wu)“ obrací na „napravení věcí v mysli (ke-wu) spočívá v rozšíření (vrozeného) poznání“.
Své učení shrnul ve čtyřech zásadách:
1. Ani dobré, ani zlé – taková je mysl ve své konstituci (sin č’ tchi);
2. Dobré a zlé [vzniká], když se pohne úmysl (i č’ tung);
3. Schopnost rozpoznat dobré a zlé je věcí vrozeného morálního poznání (liang-č’);
4. Konat dobré a zavrhnout zlé je výsledkem napravení věcí v mysli (ke-wu).[55]

Wang Jang-ming byl kritizován kvůli neshodě s ortodoxním čusiánstvím. Kritiku vyvolalo zejména jeho revidované vydání Velkého učení (Ta-süe) pod názvem Ta-süe ku-pen pchang-ču (Stará verze Velkého učení s komentáři). Ču Si totiž klasické texty poupravil s odůvodněním, že „opravuje chyby“, ale Wang vrátil Ču Siho změny, čímž posunul důraz textu, takže podporoval jeho myšlenky. Druhou spornou publikací byla Ču-c’ wan-nien ting-lun, v níž se pokusil prokázat, že Ču Si koncem života reinterpretoval své učení ve směru, který zastával Wang. Byl kritizován za manipulaci a zkreslování Ču Siho citátů, aby podpořil své teze.

### Vliv
Wang Jang-ming je, společně s Lu Siang-šanem, spoluzakladatelem a předním představitelem takzvané školy Lu-Wang, neboli školy mysli, vedle školy Čcheng-Ču, neboli školy principu, jednoho ze dvou základních směrů neokonfuciánského myšlení. Měl mnoho žáků a následovníků, kteří založili řadu filozofických škol a směrů. Nejpřesněji Wangovy myšlenky interpretovala ťiangjouská škola, jejímž vůdčími postavami byli Luo Chung-sien, Cou Šou-i, Ou-jang Te a Nie Pao. Nejradikálnější byla tchajčouská škola (Wang Ken, Che Sin-jin a jiní). K dalším předním stoupencům Wang Jang-minga patřili Čchien Te-chung, Wang Ťi, Chuang Wan a Wang Jang-mingův oblíbenec Sü Aj. Prostřednictvím Ťiao Chunga na něj navazovali čchingští empirici. Wang Jang-mingův obrat k soustředění na vlastní mysl vedl k popularizaci a rozšíření individualismu až excentrismu, jiní jeho žáci se soustředili na meditaci. Diskuze mezi žáky a následovníky Wang Jang-minga se soustředily na otázky vztahu prvotní podstaty pen-tchi a morálního úsilí kung-fu, o vztahu individuální přirozenosti sing a srdce/mysli sin s dobrem šan a zlem e, o způsobech vyjevování a uvědomění si vrozené (dobré) podstaty člověka. V těchto diskuzích vznikly tři základní směry:
První směr, který se často otevřeně hlásil k čchanovému buddhismu a taoismu, bývá označován jako „dávající přednost činu“, naturalistický, existencialistický, případně za „levicový“. Jeho vymezení jako „levicového“ se vztahuje k rovnostářsko-populistickému charakteru jeho ideologie a demokratickým aspiracím části jeho představitelů, kteří měli sklon k utopickému reformismu (Che Sin-jin, Li Č’). Zastánci této myšlenkové školy se domnívali, že každý jedinec je už dokonalý, připravený k okamžitému osvícení a potřebuje pouze svobodně a aktivně vyjevit svou vrozenou dobrou přirozenost v běžném životě. Vrozenou duchovní podstatu člověka ztotožňovali s nebytím wu a prázdnotou xu, které tvořily nerozlučnou jednotu s každodenním morálním úsilím. Wang Ťi odvodil z věty o absenci dobra a zla na úrovni podstaty mysli obsažené ve čtyřech zásadách Wang Jang-minga absenci dobra a zla na úrovni věcí/činů a Luo Žu-fang a Li Č’ dospěli k vyzdvihování spontánně se projevujícího, intuitivně moudrého „dětského srdce“. Tento směr založili Wang Ťi a Wang Ken, dalšími předními zastánci byli Čao Čen-ťi, Čou Žu-teng a Li Č’, největšího rozvoje dosáhl v tchajčouské škole.
Zastánci opačného směru striktně oddělovali vrozenou dobrou přirozenost a morální úsilí a věřili, že k odhalení své přirozenosti se člověk musí postupně dopracovat prostřednictvím sebezpytování při meditaci, sezení v klidu. Nepovažovali uvědomění si své dobré přirozenosti za jednorázový akt, ale za na meditaci založený proces, vedoucí k vnitřnímu osvícení. Tato škola je obvykle klasifikována jako „preferující klid“, kvietistická, „pravicová“. Jejími zakladateli byli Nie Pao a Luo Chung-sien, po nich následovali Liou Wen-min, Wan Ting-jen a Wang Š’-chuaj.
Třetí směr tvořili zastánci ortodoxního Wang Jang-mingova učení, kteří rovněž zřetelně oddělovali vrozené poznání dobra v srdci a morální úsilí, ale hájili jejich soulad ve snaze vyhnout se dvěma extrémům sbíhajícím se v individualismu: extravagantnímu sebevyjádření levého křídla a do sebe zahleděnému absentérství křídla pravého. Prosazovali tradiční postupy osobního sebezdokonalování, zejména návrat k sobě samému prostřednictvím služby lidem. Čchien Te-chung vyvodil z Wang Jang-mingových čtyř zásad o přítomnosti dobra a zla na úrovni věcí/činů, vědění a záměrů jejich přítomnost také na úrovni podstaty srdce/mysli. U zrodu tohoto směru stáli Sü Aj a Čchien Te-chung, a také Cou Šou-i a Ou-jang Te.
Wang je mnoha komentátory považován za největšího čínského filozofa od Ču Siho do 20. století. Nicméně byl také viněn z rozšíření destruktivního individualismu. Raně čchingský filozof Ku Jen-wu viděl v jeho učení jednu z příčin rozkladu mingského státu. Zodpovědnost za úpadek státu mu přičítali i pozdně mingští stoupenci hnutí Tung-lin. V Číně se v čchingském období (od 17. století) neokonfuciánské myšlení posunulo ke kritickému textovému studiu, empirickému poznání a praktičnosti. Z těchto pozic čchingští učenci kritizovali sungské a mingské myslitele školy principu i školy mysli za vedení „prázdných řečí“. Wang Jang-mingovi a jeho následovníkům vytýkali, že povzbuzovali lidi, aby své subjektivní názory považovali za hlas neomylného morálního smyslu, interpretovali starověké konfuciánské klasiky pomocí koncepcí inspirovaných buddhismem a ignorovali etickou hodnotu obyčejných fyzických tužeb.
Wangovou filozofií se inspirovali kritici školy Čcheng-Ču nejen v Číně, ale i v okolních zemích. V Koreji založil školu založenou na Wangově učení Čong Če-tu (1649–1736). Názory Wang Jang-mingovy, jehož učení po více než dvě století vystupovalo proti neokonfuciánskému dogmatismu Ču Siho v Koreji, ovlivnily některé korejské buditele počátku XX. století (například Pak Ung-sik). V Japonsku z Wangova učení vycházela škola ójómeigaku, která byla jednou ze tří hlavních neokonfuciánských japonských škol tokugavského období. Jejími čelnými reprezentanty byli Tódžu Nakae (1608–1648) a Banzan Kumazawa (1619–1691). Koncem tokugavské éry Wangovy ideje inspirovaly reformní hnutí a reformátory období Meidži, jako byli Šóin Jošida a Takamori Saigó.
Koncem čchingské doby Wangovo myšlení ovlivnilo stoupence hnutí sto dní reforem, Kchang Jou-weje, Tchan S’-tchunga a další. Nový konfucianismus rozvíjející se v Číně od počátku 20. století, který adaptuje konfuciánské myšlení na podmínky moderní doby, přejímá mnohé z neokonfuciánských konceptů, zvláště názor, že lidé sdílejí společnou podstatu tvořenou univerzálním principem. Mnoho stoupenců Nového konfuciánství souhlasí s míněním Mou Cung-sana (1909–1995), že Wang Jang-ming dosáhl hlubšího a přesnějšího porozumění podstatě konfucianismu než Ču Si.